# فیر فکتوری
فیر فکتوری (به انگلیسی: Fear Factory) یک گروه اینداستریال متال آمریکایی است که در سال ۱۹۸۹ در لس آنجلس تشکیل شد. در طول زندگی حرفه‌ای گروه، آنها ده آلبوم کامل منتشر کرده‌اند و از طریق صداهای متوالی، همه در سبک اصلی اینداستریال متال خود تکامل یافته‌اند. طی سال‌ها، فیر فکتوری شاهد تغییرات مکرر در ترکیب خود بوده است، و خوانندهٔ اصلی، برتون سی بل تنها عضو ثابت گروه به مدت ۳۱ سال تا زمان جدایی‌اش در سال ۲۰۲۰ بوده است. نوازندهٔ گیتار، دینو کازارس تنها عضو اصلی گروه است که هنوز در گروه حضور دارد. گروه در مارس ۲۰۰۲ به دنبال برخی اختلافات داخلی به وقفه رسید، اما یک سال بعد بدون عضو مؤسس، کازارس، فعالیت خود را از سر گرفت. کریستین اولد وولبرز، نوازندهٔ بیس قبلی، جای او را در نوازندگی گیتار گرفت، در حالی که بایرون استرود وظایف بیس را بر عهده داشت. پس از یک وقفهٔ دوم در سال ۲۰۰۶، فیر فکتوری در آوریل ۲۰۰۹ با یک ترکیب جدید که شامل کازارس بازگشته، جین هوگلن به عنوان جایگزین درامر اصلی ریموند هررا، و بل و استرود در نقش‌های مربوط خود بودند، دوباره متحد شدند. این ترکیب هفتمین آلبوم استودیویی گروه را با نام مکانیزه کردن (۲۰۱۰) ضبط کرد. وولبرز و هررا - که با هم ۵۰٪ از مالکیت قانونی گروه را تشکیل می‌دهند - مشروعیت گروه مجدداً متحد شده را به چالش کشیدند و یک نبرد حقوقی از طرف هر دو آغاز شده بود. با وجود این، فیر فکتوری از آن زمان تاکنون سه آلبوم دیگر منتشر کرده است: صنعتگر (۲۰۱۲)، جنکسس (۲۰۱۵) و تداوم پرخاشگری (۲۰۲۱).
این گروه چهار بار در جشنوارهٔ آزفست و افتتاحیهٔ جشنوارهٔ گیگانتور اجرا کرده است. تک‌آهنگ‌های آن‌ها در جدول اصلی راک ۴۰ و آلبوم‌های بیلبورد برتر ۴۰، ۱۰۰ و ۲۰۰ قرار گرفته‌اند و تنها در ایالات متحده بیش از یک میلیون آلبوم فروخته‌اند.

## تاریخچهٔ گروه

### سالهای اولیه و آلبوم بتن (۱۹۹۱–۱۹۸۹)
فیر فکتوری در سال ۱۹۸۹ با نام آلسریشن (به انگلیسی: Ulceration) تشکیل شد، که گروه موافقت کرد که «فقط یک نام جالب باشد». در سال ۱۹۹۰ نام «فیر دِ فکتوری» برگزیده شد. این نام از کارخانه‌ای الهام گرفته شده بود که گروه ظاهراً آن را در نزدیکی محل تمرین خود می‌دید که توسط مردانی که تفنگ حمل می‌کردند محافظت می‌شد. بعداً آنها نام را به «فیر فکتوری» کوتاه کردند.
خاستگاه گروه را می‌توان در گروهی که توسط نوازندهٔ گیتار دینو کازارس -که قبلاً از گروه The Douche Lords بود- و درامر ریموند هررا در لس آنجلس، کالیفرنیا تشکیل شده بود، جستجو کرد. اولین ترکیب آنها با اضافه شدن دیو گیبنی نوازندهٔ بیس و برتون سی بل (عضو سابق Hate Face) تکمیل شد، که گفته می‌شود توسط کازارس تحت تأثیر قرار گرفته بود، که صدای او را در حال آواز خواندن آهنگ «روز سال نو» گروه یوتو شنیده بود. کازارس در سه آلبوم اول فیر فکتوری، بتن، روح یک ماشین جدید و دمانوفاکچر بیس زد، که کازارس در طول ضبط، بسیاری از ریف‌ها را تغییر داد. کازارس دو هفته طول کشید تا صدای گیتار مناسب را به دست آورد. کازارس تمام موسیقی آلبوم را خلق، نوشت و ضبط کرد. اولد وولبرز دو هفته قبل از برنامه‌ریزی برای رفتن به تور برای تبلیغ آلبوم به گروه ملحق شد و اگرچه او تغییرات موسیقایی را در چند آهنگ آلبوم انجام داد، اما اظهار داشت که اینها قابل توجه نیستند.
اولین ضبط‌های نمایشی فیر فکتوری به‌شدت یادآور آثار اولیهٔ گروه‌های نیپالم دث و گادفلش هستند، تأثیری که گروه در رویکرد مبتنی بر گریندکور اولی و بی‌رحمی مکانیکی، تیرگی و سبک‌های آوازی دومی به رسمیت شناخته شده بود. به گفته برایان راس از The BNR Metal Pages، دموها برای ادغام این تأثیرات در صدای دث متال گروه و ادغام پیشگامانهٔ برتون سی بل از دث گرول و آوازهای تمیز در همان آهنگ قابل توجه هستند، که قرار بود به آهنگی قابل توجه و عنصر تأثیرگذار در صدای گروه در طول زندگی حرفه‌ای خود تبدیل شود. استفاده از غرغر و «آواز گلو» همراه با آوازهای تمیز بعداً نیو متال و سایر زیرژانرهای نوظهور متال را مشخص کرد. بسیاری از خوانندگان در صحنهٔ متال امروزی از دو یا چند روش آواز خواندن اشعار استفاده می‌کنند. گروه در سال ۱۹۹۰ دو آهنگ را به مجموعه لس آنجلس دث متال داد. گروه اولین نمایش خود را در ۳۱ اکتبر ۱۹۹۰ اجرا کرد.
در سال ۱۹۹۱، فیر فکتوری مجموعه‌ای از برش‌ها را با تهیه‌کنندهٔ کمتر شناخته شده روس رابینسون، در استودیوی بلکی لاولس ضبط کرد. پس از آن، اعضای گروه از شرایط قرارداد ضبط خود ناراضی بودند و از امضا کردن قرارداد خودداری کردند. گروه حقوق آهنگ‌ها را حفظ کرد، که بسیاری از آنها را در سال ۱۹۹۲ با تهیه‌کنندهٔ دیگری، کالین ریچاردسون، برای گنجاندن در اولین نسخهٔ خود یعنی روح یک ماشین جدید دوباره ضبط کردند. در همین حال، راس رابینسون حقوق ضبط را به دست آورد که از آن برای تبلیغ خود به عنوان تهیه‌کننده استفاده کرد. این آلبوم در سال ۲۰۰۲ توسط رودرانر رکوردز تحت عنوان بتن پس از فروپاشی گروه منتشر شد. انتشار این آلبوم بحث‌برانگیز بود زیرا آلبوم بدون تأیید فیر فکتوری منتشر شد. رابینسون در نهایت از گروه شکایت کرد، که بل در سال ۲۰۲۱ به شوخی گفت که این گروه در حال پیش‌بینی «کل حرفهٔ فیر فکتوری» است. آلبوم بتن توسط گروه به عنوان دمو در نظر گرفته می‌شود. یک گام توسعه‌ای به سوی آلبوم روح یک ماشین جدید.

### آلبوم روح یک ماشین جدید (۱۹۹۴–۱۹۹۲)
فیر فکتوری نسخهٔ نمایشی بتن را برای ناشرهای مختلف خرید و توسط تعدادی از ناشرهای معروف موسیقی متال مانند متال بلید، ایریک، نوکلیر بلست و پیس‌ویل رکوردز رد شد. در نهایت، پس از ارائهٔ دمو به مکس کاوالرا، مکس آنقدر تحت تأثیر قرار گرفت که فیر فکتوری را به نمایندهٔ A&R، مونت کانر، از ناشری که در آن زمان روی دث متال متمرکز بود، رودرانر رکوردز، پیشنهاد داد که به گروه قرارداد ضبط پیشنهاد داد. در حالی که گروه قرارداد را امضا کرد، از آن زمان به دلیل رفتار رودرانر با گروه در جریان رویدادهای مربوط به فروپاشی آن در سال ۲۰۰۲، این قرارداد بحث‌برانگیز شد. این در اولین آلبوم کهن الگو (۲۰۰۴) که پس از تشکیل مجدد گروه منتشر شده، منعکس شد. آهنگ آغازین با شعر برتون سی بل، «کار بردگان» مستقیماً در مورد احساسات گروه در مورد این موضوع بود. اندرو شیوز پس از کار با نوازندگان بیس متعدد، قبل از انتشار آلبوم روح یک ماشین جدید به عنوان نوازندهٔ بیس اجرای زنده استخدام شد.
آلبوم روح یک ماشین جدید که در سال ۱۹۹۲ منتشر و با تهیه‌کننده کالین ریچاردسون ضبط شد، گروه را در صحنهٔ موسیقی قرار داد. صدای آلبوم پیش‌بینی می‌کند که ژانرهای متال در هم آمیخته شود که به زودی آلترناتیو متال نامیده می‌شوند. تولید ترکیبی از آوازهای خشن و ملودیک سی بل، درام‌های ماشین‌مانند هررا، نمونه‌ها و بافت‌های اینداستریال یکپارچه و ریف‌های تیز، کم‌کوک، ریتمیک و دث متال دینو کازارس بود. کازارس و هررا تمام موسیقی را نوشتند. از آنجایی که گروه فاقد نوازندهٔ بیس بود، کازارس در ضبط هم گیتار و هم بیس می‌نواخت. جیسون برچمایر از آل‌میوزیک این آلبوم را «پیشگامانه» خواند و گفت که «عصر آلترناتیو متال دههٔ ۹۰ را آغاز کرد».
برای تبلیغ آلبوم، فیر فکتوری تورهای گسترده‌ای در ایالات متحده را با گروه‌های Biohazard، سپولترا و Sick of It All آغاز کرد. در این دوره، رینور دیگو، نوازنده کیبورد نمونه‌بردار به گروه پیوست. تور آلبوم اروپا با گروه Trutal Truth، سپس کنیبال کورپس، Cathedral و Sleep دنبال شد. سال بعد، آنها ریس فولبر، عضو Front Line Assembly را برای ریمیکس کردن برخی از آهنگ‌های آلبوم استخدام کردند که نشان دهندهٔ تمایل گروه برای آزمایش با موسیقی آنها بود. نتایج ظاهری عمدتاً موسیقی اینداستریال به خود گرفت و با عنوان آلبوم چندآهنگه ترس قاتل ذهن است (۱۹۹۳) منتشر شد. روح یک ماشین جدید و ترس قاتل ذهن است (۲۰۰۴) به عنوان یک بسته در یک نسخهٔ جدید مجدداً مستر شده توسط رودرانر رکوردز منتشر شدند.
در سال ۱۹۹۴، اندرو شیوز مجبور به ترک گروه شد. کازارس هم گیتار و هم بیس را برای کل آلبوم ضبط کرد. در نوامبر همان سال، گروه از طریق اوان ساینفلد از گروه Biohazard با کریستین اولد وولبرز بلژیکی آشنا شد. وولبرز برای نوازندگی بیس دائمی فیر فکتوری تست داد. وولبرز بلافاصله به گروه ملحق شد زیرا تور گروه در دو هفته دیگر شروع می‌شد.

### آلبوم دمانوفاکچر (۱۹۹۷–۱۹۹۵)
در ژوئن ۱۹۹۵، گروه در جشنوارهٔ Dynamo Open Air در هلند شرکت کرد. دومین آلبوم فیر فکتوری، دمانوفاکچر، در ۱۲ ژوئن منتشر شد. این عموماً به‌عنوان اثر تعیین‌کننده گروه در نظر گرفته می‌شود، که دارای یک صدای متال جایگزین است که با ترکیبی از ریف‌های گیتار ترش متال/اینداستریال متال رپیدفایر و محکم، ضرب‌های درام محکم و ضربان‌دار، غرش (به جای غرغر، اما همچنان تهاجمی) مشخص می‌شود. آوازهایی که راه را برای آواز ملودیک و خطوط بیس قدرتمند باز کردند. تولید آلبوم اصلاح شده‌تر است و ادغام قطعات کیبورد جوی و بافت‌های اینداستریال بر اساس نوازندگی دقیق کازارس و هررا باعث شد آهنگ‌ها بالینی، سرد و ماشین‌وار به نظر برسند و به موسیقی گروه حسی آینده‌نگر بخشید. کمک‌های گسترده‌ای از رینور دیگو نیز وجود داشت؛ افزودن نمونه‌های کلیدی، حلقه‌ها و شکوفایی‌های الکترونیکی به پویایی گروه.
دمانوفاکچر حداکثر امتیاز پنج ستاره را در مجلهٔ راک کرنگ! انگلستان دریافت کرد. این آلبوم به یک آلبوم نسبتاً موفق تبدیل شد؛ در حالی که روح یک ماشین جدید در هیچ‌جا نمودار نشد، دمانوفاکچر در بین ۱۰ نمودار برتر بیلبورد Heatseekers قرار گرفت و ویدیویی برای آهنگ «ماکت» تولید شد. این ویدیو در بازی ویدیویی تست درایو ۵ برای پلی استیشن نمایش داده شد. آهنگ «سیگنال صفر» در موسیقی متن فیلم مورتال کامبت (۱۹۹۵) به نمایش درآمد. نسخه‌های ابزاری آهنگ‌های دمانوفاکچر بعدها در بازی‌های رایانه‌ای کاراماگدون و مسیحا مورد استفاده قرار گرفت.
فیر فکتوری چند سال بعد را با گروه‌های بلک سبث، مگادث و آیرن میدن گذراند و در اواخر سال ۱۹۹۵ برای آزی آزبورن در آمریکای شمالی و اروپا افتتاح شد. آن‌ها در اواسط سال ۱۹۹۶ اولین تور اروپایی خود را با سرفصل‌های اروپایی همراه کردند، همراه با گروه‌های Manhole و Drain STH در کلوب‌ها و جشنواره‌های موسیقی مانند With Full Force و Wâldrock یا Graspop Metal Meeting می‌نواختند. آنها همچنین در جشنوارهٔ آزفست در سال ۱۹۹۶ و ۱۹۹۷ ظاهر شدند. در اوایل سال ۱۹۹۷، آنها در جشنوارهٔ روز بزرگ در استرالیا و نیوزیلند شرکت کردند. در مه ۱۹۹۷، گروه آلبوم جدیدی متشکل از ریمیکس‌های دمانوفاکچر توسط هنرمندانی مانند ریس فولبر، DJ Dano یا جانکی ایکس‌ال به نام بازسازی - فناوری شبیه‌سازی منتشر کرد. این اولین حضور گروه در بیلبورد ۲۰۰ بود. رودرانر رکوردز در یک بستهٔ تکی به مناسبت دهمین سالگرد، دمانوفاکچر و بازسازی در سال ۲۰۰۵، که شبیه به روح یک ماشین جدید (۲۰۰۴) است، دوباره منتشر کرد. این نسخه همچنین شامل آهنگ‌های جایزه از نسخهٔ دیجی‌پک دمانوفاکچر (۱۹۹۵) است.

### آلبوم منسوخ شده (۲۰۰۰–۱۹۹۸)
طبق گزارش‌ها، سومین آلبوم استودیویی فیر فکتوری، منسوخ شده (ژوئیه ۱۹۹۸)، با لغو حضور در جشنوارۀ فضای باز دینامو، زودتر از زمان برنامه‌ریزی شده تکمیل شد.
منسوخ شده از نظر صدا شبیه به دمانوفاکچر بود و بر عناصر پراگرسیو متال تأکید داشت. برای اولین بار، این آلبوم شامل کریستین اولد وولبرز بود که به صورت تمام وقت با گروه می‌نوشت و ضبط می‌کرد. همچنین اولین استفاده کازارس از گیتارهای ۷ سیم آیبانز با کوک A (A, D, G, C, F, A, D) بود و راه را برای صدایی با کوک کمتر نسبت به قبل هموار کرد. این آلبوم همچنین به دلیل مشارکت بیشتر ریس فولبر با گروه قابل توجه است.
در حالی که فیر فکتوری موضوع «انسان در مقابل ماشین» را در کارهای قبلی خود بررسی کرده بود، منسوخ شده اولین آلبوم مفهومی آنها بود که به‌طور خاص به تفسیر تحت اللفظی این موضوع می‌پرداخت. داستانی به نام مفهوم ۵ را روایت می‌کند که توسط سی بل نوشته شده است و در دنیای آینده اتفاق می‌افتد که در آن بشر توسط ماشین‌ها منسوخ می‌شود. شخصیت‌های آن عبارتند از «لبه‌شکن»، «خرد کن/بلعنده» و «سکوریترون» سیستم نظارت. داستان در کتابچهٔ اشعار در قالب فیلمنامه بین هر آهنگ ارائه شده است. بخش‌های داستان چاپ شده، اشعار آهنگ‌ها را به صورت موضوعی به هم مرتبط می‌کند.
منسوخ شده در طول رونق متال آلترناتیو در اواخر دههٔ ۱۹۹۰ منتشر شد. تورهایی با گروه اسلیر و بعداً رامشتاین، و یک نقطهٔ تیتراژ در مرحلهٔ دوم در آزفست در سال ۱۹۹۹ به عنوان جایگزینی در آخرین لحظه برای گروه جوداس پریست پشتیبانی شد. آنها همچنین در دسامبر ۱۹۹۸ با گروه‌های اسپاین‌شنک و Kilgore در اروپا تور برگزار کردند و سال بعد اولین تور اصلی خود را در آمریکای شمالی با گروه استاتیک ایکس انجام دادند، اگرچه اولین مرحله به دلیل دزدیده شدن اتوبوس تور و مطالب گروه متوقف شد. آنها همچنین برای اولین بار در ژاپن اجرا کردند. منسوخ شده به پرفروش‌ترین آلبوم گروه تبدیل شد و اولین ورود گروه به ۱۰۰ آلبوم برتر در جدول بیلبورد بود. این آلبوم همچنین تک‌آهنگ‌های «هبوط» و یک قطعه جایزهٔ دیجی‌پک، «ماشین‌ها» را منتشر کرد، کاور آهنگ گری نومان که شامل حضور مهمان نومان در آهنگ بود. این تک‌آهنگ در سال ۱۹۹۹ در فهرست اصلی راک ۴۰ قرار گرفت و همچنین در بازی ویدیویی تست درایو ۶ نیز حضور داشت. نومان همچنین یک نمونهٔ گفتاری را در تیتراژ آلبوم اجرا کرد. ویدیویی برای آهنگ «رستاخیز» فیلمبرداری شد. تا به امروز، منسوخ شده تنها آلبوم فیر فکتوری است که در ایالات متحده به فروش طلا رسیده است.

### آلبوم دیجی‌مورتال و وقفه (۲۰۰۲–۲۰۰۱)
در اوایل سال ۲۰۰۱، از فیر فکتوری خواسته شد تا عنوان تور SnoCore Rock را منتشر کند. موفقیت منسوخ شده و «ماشین‌ها» نقطهٔ عطفی برای گروه بود. رودرانر رکوردز اکنون مشتاق بود از پتانسیل فروش گروه استفاده کند و گروه را تحت فشار قرار داد تا مطالب قابل دسترس‌تری را برای آلبوم بعدی، با عنوان دیجی‌مورتال، که در آوریل ۲۰۰۱ منتشر شد، ضبط کند. چند هفته قبل از انتشار، آنها با گروه One Minute Silence در اروپا تور داشتند.
آنها در طول سال ۲۰۰۱ به یک تور طولانی در آمریکای شمالی رفتند، سپس در جشنواره‌های اروپایی بسیار بزرگتر مانند جشنوارهٔ عجیب، پوکل پاپ، جشنواره لولندز و جشنواره لیدز و ریدینگ اجرا کردند. آنها سپس به اولین تور رودرانر رودریج در آمریکای شمالی رفتند، همراه با گروه‌های دوین تاونسند و گادفلش به اروپا رفتند و در ژاپن، استرالیا و نیوزلند اجرا کردند.
دیجی‌مورتال در فهرست ۴۰ آلبوم بیلبورد، ۲۰ آلبوم برتر کانادا و ۱۰ آلبوم برتر استرالیا قرار گرفت. آهنگ «سنجاق» به رتبهٔ ۴۰ راک اصلی رسید. ریمیکس «زخم‌های نامرئی» در موسیقی متن فیلم رزیدنت ایول گنجانده شد و یک قطعه جایزهٔ دیجی‌پک ابزاری به نام «تماس متال کامل» در ابتدا برای بازی ویدیویی Demolition Racer نوشته شد. نسخه وی اچ اس/دی وی دی به نام اتصال دیجیتال که هر یک از چهار دوره آلبوم گروه را از طریق مصاحبه، کلیپ‌های زنده، موزیک ویدیوها و فیلم‌های تور/استودیو مستند می‌کند، در ژانویهٔ ۲۰۰۲ منتشر شد.
اگرچه دیجی‌مورتال شروع موفقیت‌آمیزی داشت، اما فروش به سطح منسوخ شده نرسید و گروه حمایت کمی از تور دریافت کرد. هدایت آلبوم همراه با اختلافات شخصی شدید بین برخی از اعضای گروه، شکافی را ایجاد کرد که تا جایی افزایش یافت که سی بل در مارس ۲۰۰۲ خروج خود را از گروه اعلام کرد. گروه بلافاصله پس از آن منحل شد. منتشرکنندگان آن گفتند که این «عمدتاً به این دلیل است که خواننده، برتون سی بل از نواختن موسیقی خشمگین و تهاجمی خسته شده است و می‌خواهد گروهی را تشکیل دهد که بیشتر گرایش به راک مستقل داشته باشد». در آخرین همکاری، گروه دو آهنگ را برای بازی ویدیویی The Terminator: Dawn of Fate در آن ماه ضبط کردند. با این حال، تعهدات قراردادی فیر فکتوری محقق نشد و رودرانر آنها را بدون انتشار بحث‌برانگیز آلبوم بتن در سال ۲۰۰۲ و مجموعهٔ طرف دوم و موارد کمیاب، فایل‌های نفرت‌انگیز، در سال ۲۰۰۳ منتشر نکرد. بل به همراه جان بچدل در طول مدتی که از فیر فکتوری دور بود، یک پروژهٔ جانبی به نام Ascension of the Watchers را شروع کردند که اولین آلبوم چندآهنگه خود را با نام شمایل شکن به‌طور مستقل از طریق فروشگاه آنلاین خود در سال ۲۰۰۵ منتشر کرد.

### بازگشت اول و آلبوم کهن الگو (۲۰۰۴–۲۰۰۲)
وقتی تعریف کلمهٔ، کهن‌الگو را جستجو می‌کنید، این مدل واقعی است که هر چیز دیگری از آن کپی شده است. فیر فکتوری به نظر من همین است و کهن الگو برای ما یک لحظه تعیین‌کننده است. به این ضبط گوش دهید، و دقیقاً خواهید فهمید که این گروه‌های دیگر از کجا آمده‌اند.

برتون سی. بل
با گذشت زمان، تنش‌های درون گروه بین دینو کازارس و سایر اعضا، به‌ویژه برتون سی بل و ریموند هررا ایجاد شد. هنگامی که از کازارس در مورد جدایی در مه ۲۰۰۲ سؤال شد، کازارس دلیل‌ها و ادعاهایی را علیه بل و سایر اعضا مطرح کرد و اظهار داشت که فیر فکتوری می‌تواند بدون کریستین اولد وولبرز ادامه یابد و انگیزه او و ریموند هررا در درجهٔ اول پول بود. هررا از طرف دیگر اعضای گروه به این اتهامات پاسخ داد و گفت که انگیزه کازارس پول بوده و بر تأثیر اولد وولبرز بر صدای گروه تأکید کرد. به گفته هررا، سایر اعضای گروه اغلب ایده‌های جدیدی را ارائه می‌کردند که می‌خواستند در صدای فیر فکتوری بگنجانند، اما پیشنهادهای آنها رد شد یا آشکارا توسط کازارس مورد تمسخر قرار گرفت و باعث ایجاد شکاف بین او و سایر اعضا شد که در نهایت منجر به فروپاشی گروه شد. در همان مصاحبه، هررا همچنین فاش کرد که کازارس با دستکاری مدیریت تجاری و شرکت ضبط آنها سعی در کنترل مسیر گروه داشته و آشکارا در مورد اقدامات خود به سایر اعضا دروغ گفته است.
هررا و اولد وولبرز بعداً در سال ۲۰۰۲ دوباره متحد شدند و پایه‌های بازگشت فیر فکتوری را گذاشتند. در آن زمان کازارس برای همیشه از گروه خارج شد. بل با ضبط‌های نمایشی آنها تماس گرفت و به اندازه‌ای تحت تأثیر قرار گرفت که دوباره به گروه ملحق شد و فیر فکتوری دوباره تشکیل شد. اولد وولبرز به گیتار روی آورد و بایرون استرود از گروه استرپینگ یانگ لد به عنوان نوازندهٔ بیس به گروه ملحق شد. او از سال ۲۰۰۳ تا ۲۰۱۲ عضو گروه بود. نوازندهٔ بیس همچنین در یک پروژهٔ جانبی با بل به نام City OF Fire خواهد بود. کازارس به ضبط و اجرا با پروژه جانبی خود به نام Asesino، یک گروه گرایندکور مکزیکی ادامه داد. او همچنین در سال ۲۰۰۷ گروه جدیدی به نام Divine Heresy را راه‌اندازی کرد.
فیر فکتوری به عنوان گروه اسرارآمیز در جشنوارهٔ روز بزرگ استرالیا در ژانویه ۲۰۰۴ به صورت زنده بازگشت و به دنبال آن اولین نمایش آمریکایی خود از زمان تشکیل مجدد در تور بهاری ییگرمایستر با گروه‌های اسلپ‌نات و کایمیرا برگزار شد. اولین آلبوم گروه جدید کهن الگو در ۲۰ آوریل ۲۰۰۴ از طریق لیکوید ۸ رکوردز که در مینه سوتا مستقر است منتشر شد. با کهن الگو، فیر فکتوری به صدای جایگزین، اینداستریال و متال بازگشت. این آلبوم به‌طور کلی به عنوان یک ضبط قوی «بازگشت به فرم» در نظر گرفته می‌شود، اگر نگوییم تلاشی نوآورانه، با اکثر عناصر علامت تجاری گروه به‌طور محکم در جای خود.
ویدئوهایی برای آهنگ‌های «زباله‌های سایبری»، «کهن الگو» و «گاز گرفتن دستی که خونریزی می‌کند» گرفته شد. دومی در موسیقی متن فیلم اره برجسته شد. گروه در تورهای بعدی با گروه‌های لمب آو گاد و مستودون در ایالات متحده و با گروه نیمک در اروپا اجرا کردند. فیر فکتوری جدید تا حد زیادی تم مستقیم «انسان در برابر ماشین» را که در نسخه‌های قبلی رایج بود کنار گذاشته و به نفع موضوعاتی مانند مذهب، جنگ و شرکت‌گرایی است.

### آلبوم تخلف (۲۰۰۶–۲۰۰۵)

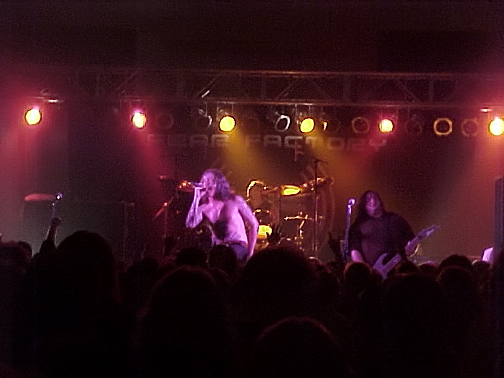
فیر فکتوری در سال ۲۰۰۱

فیر فکتوری اعلام کرد که قصد دارد آلبوم کامل بعدی خود را در مدت زمان بسیار کوتاهی با تهیه‌کنندهٔ اصلی راک، توبی رایت، که با گروه‌های کورن و آلیس این چینز کار کرده بود، ضبط و منتشر کند. گفته می‌شود که این به دلیل فشار ناشر جدید فیر فکتوری کالوین رکوردز بود که تاریخ انتشار آلبوم را از چهار ماه به یک ماه و نیم جلو انداخت تا گروه آلبوم جدیدی برای حمایت در جشنوارهٔ گیگانتور افتتاحیه داشته باشد، که توسط دیو ماستین برای شرکت در آن دعوت شد.
آلبوم حاصل، تخلف، در ۲۲ اوت ۲۰۰۵، در بریتانیا، و روز بعد در آمریکای شمالی، تقریباً یک سال پس از کهن الگو منتشر شد. این آلبوم نقدهای بسیار قطبی را به همراه داشت. برخی از منتقدان آلبوم را متنوع و مترقی خواندند، و دیگر منتقدان این آلبوم را به خوبی دریافت نکردند. اگرچه آلبوم به‌عنوان یک آلبوم فیر فکتوری شروع می‌شود، آهنگ‌های بعدی شامل شماره‌های ملو/آلت-راک «پژواک جیغ من» (با حضور بیلی گولد از گروه فیث نو مور در بیس) و «قول جدید»، «سوپرنوا» یک آهنگ پاپ-راک، و یک کاور وفادار از آهنگ راک گروه یوتو «من دنبال خواهم کرد».
در سال ۲۰۱۳، وولبرز جزئیات بیشتری در مورد نوشتن و ضبط تخلف و کهن الگو در صفحه فیس بوک خود منتشر کرد. او گفت که از آلبوم تخلف ناامید است و آن را نیمه کاره خواند و ناشر را به خاطر محدودیت‌های زمانی شدید اعمال شده در طول جلسات ضبط و گنجاندن جلد گروه یوتو مقصر دانست. با این حال، برتون سی بل گفت که به آلبوم افتخار می‌کند و آن را به عنوان گروهی که «از مرزها عبور می‌کند» می‌بیند. اما در سال ۲۰۱۵، بل در مصاحبه‌ای با نوکلیر بلست، تخلف را یک «آزمایش ناموفق» خواند.
در اواخر سال ۲۰۰۵، فیر فکتوری در تور «ماشین‌ها در جنگ» بار دیگر در ایالات متحده تور برگزار کرد، همراه با گروه دث متال آل-استار متشکل از مهمانان در گروه‌های Suffocation و هیپوکریسی و Decapitated؛ آنها کلاسیک‌های قدیمی را از روح یک ماشین جدید اجرا کردند، مانند «تست تصادف» که سال‌ها بود آن را به صورت زنده اجرا نکرده بودند. در طی سال‌های ۲۰۰۵ و ۲۰۰۶، فیر فکتوری آلبوم را در تور جهانی «پانزده سال فیر» به مناسبت پانزدهمین سالگرد خود تبلیغ کرد. اعضا از گروه‌هایی از جمله Darkane و استرپینگ یانگ لد و Soilwork دعوت کردند تا در پای ایالات متحده به آن‌ها بپیوندند و Misery Index برای پیوستن به آنها در پای اروپایی.

### وقفه و پروژه‌های دیگر (۲۰۰۸–۲۰۰۶)
بیانیهٔ آنلاین وولبرز در دسامبر ۲۰۰۶ گفت که گروه بلافاصله پس از تکمیل چرخهٔ تور تخلف برای ضبط آلبوم جدیدی که توسط گروه تولید شده است به استودیو بازخواهد گشت. در آن ماه، بل در مصاحبه‌ای تأیید کرد که گروه، لیکوئید ۸ رکوردز را ترک خواهد کرد.
اعضای گروه به جای شروع کار بر روی یک آلبوم استودیویی جدید، برای مدت کوتاهی از هم جدا شدند و شروع به کار با پروژه‌های دیگر کردند. بل در آهنگ‌های «پایان روزها، پارت ۱»، «پایان روزها، پارت ۲» و و «در تصادف بمیر» در حمایت از آلبوم آخرین مکنده گروه مینستری در سال ۲۰۰۷، و بعداً به تور پرداخت. بل در مصاحبه‌ای برای وبگاه Metalsucks، این را «رؤیایی به حقیقت پیوسته» نامید و آل یورگنسن، رهبر گروه مینستری را به عنوان «یکی از قهرمانان [خود] توصیف کرد.» در همان مصاحبه، بل به‌طور طولانی در مورد گروه جدید خود Ascension of the Watchers صحبت کرد و بینشی در مورد شکل‌گیری الهام بخش پروژه ارائه داد.
در ۲۱ مارس ۲۰۰۸، زمانی که فیر فکتوری در وقفه بود، بل در یک مصاحبهٔ ویدیویی دربارهٔ آینده گروه صحبت کرد و گفت که دیگر نمی‌خواهد با نوع موسیقی تهاجمی فیر فکتوری در خشونت و تجاوزی که در جهان می‌دید مشارکت کند. وولبرز و هررا یک گروه جدید به نام Arkaea با خواننده جان هاوارد و نوازندهٔ بیس پت کاوانا از گروه Threat Signal راه اندازی کردند. وولبرز گفت: «از قضا نیمی از آلبوم Arkaea از آهنگ‌هایی تشکیل شده است که قرار بود ضبط بعدی فیر فکتوری باشند.» اولین آلبوم Arkaea سال‌ها در تاریکی در ۱۴ ژوئیه ۲۰۰۹ منتشر شد.

### بازگشت دوم، اختلافات داخلی، و آلبوم مکانیزه کردن (۲۰۱۱–۲۰۰۹)
در ۸ آوریل ۲۰۰۹، بل و کازارس آشتی و دوستی خود را اعلام کردند و پروژهٔ جدیدی را با بایرون استرود با بیس و درامر جین هوگلن از گروه‌های تستمنت، دث، استرپینگ یانگ لد و دراک آنجل و دث‌کلاک تشکیل دادند. در ۲۸ آوریل، این پروژه به عنوان نسخهٔ جدید فیر فکتوری بدون هررا و وولبرز اعلام شد. وقتی از بل در مورد حذف آنها پرسیده شد، گفت: «[فیر فکتوری] مانند یک تجارت است و من فقط در حال سازماندهی مجدد هستم. … ما در مورد [حذف آنها] صحبت نمی‌کنیم.» هوگلن در گذشته از پیوستن به گروه ابراز تردید کرده و گفته است که این کار را فقط به عنوان لطفی برای استرود انجام داده است.
در ژوئن ۲۰۰۹، وولبرز و هررا در برنامهٔ رادیویی Speed Freaks در مورد این موضوع صحبت کردند. هررا گفت که او و وولبرز هنوز در گروه بودند. «[من و کریستین] در واقع هنوز در فیر فکتوری هستیم … [برتون و دینو] تصمیم گرفتند یک گروه جدید راه‌اندازی کنند، و علاوه بر این، آنها تصمیم گرفتند آن را فیر فکتوری بنامند. آنها هرگز در این مورد با ما ارتباط برقرار نکردند.» هررا همچنین گفت که چهار عضو اصلی - بل، کازارس، وولبرز و هررا - طبق قرارداد به‌عنوان شرکت فیر فکتوری در نظر گرفته می‌شوند و «تقریباً مانند آن دو در برابر ما دو نفر است، بنابراین به نوعی یک بن‌بست است». نوازندهٔ درام همچنین گفت که او و وولبرز هشت آهنگ برای رکورد بعدی فیر فکتوری نوشته بودند، اما یک «اختلاف شخصی» بین آنها و بل ایجاد شد که باعث شد بل تمایلی به ادامه کار با گروه نداشته باشد.
بل و کازارس بعداً در مورد دلایل خود برای حذف هررا و وولبرز صحبت کردند. کازارس گفت بل می‌خواست ترکیب کلاسیک فیر فکتوری از خودش، کازارس، هررا و وولبرز را دوباره متحد کند، اما هررا و وولبرز حاضر نشدند بخشی از هر اتحاد مجدد با کازارس باشند. بل همچنین گفت که می‌خواهد کریستی پریسکه مدیر گروه را که همسر وولبرز نیز بود اخراج کند و هررا و وولبرز نپذیرفتند. هررا و وولبرز تهدید کردند که بدون بل یک قرارداد ضبط جدید امضا می‌کنند، که باعث شد او نسخهٔ جدیدی از فیر فکتوری را بدون آنها تشکیل دهد. در برخی مصاحبه‌ها، وولبرز گفت که بل «خواسته‌های غیرقابل قبول فزاینده‌ای" مطرح کرده بود که رد شد. او گفت: «من و ری می‌خواستیم بهترین چیز برای کسب و کار باشد و آنچه او [برتون] تلاش می‌کرد تغییر دهد واقعاً برای کسب و کار خوب نبود. این فقط برای کسب و کار بد بود، به همین دلیل او وارد آن مرحله از ربودن نام گروه و تلاش برای فرار با آن شد.»
فیر فکتوری با حضور بل و کازارس قرار بود در ۲۱ ژوئن در جشنواره Metalway در ساراگوزا، اسپانیا به صورت زنده پخش شود. با این حال، نمایش «در آخرین لحظه» لغو شد، ظاهراً به دلیل پیچیدگی‌های قانونی که هررا به آن اشاره کرده بود. بقیهٔ اجراهای برنامه‌ریزی شده این گروه در اواسط سال ۲۰۰۹، که شامل تور بریتانیا، آلمان، استرالیا و نیوزلند در ماه اوت بود، نیز لغو شده بود. گروه گفتند که تور را لغو کردند تا نوشتن و ضبط آلبوم بعدی فیر فکتوری را تمام کنند. علیرغم کنسل شدن اجراها در اروپا، آنها در ماه دسامبر در کشورهای آمریکای جنوبی از جمله آرژانتین، شیلی، و برزیل نمایش‌هایی را اجرا کردند.
در طی مصاحبه‌ای در ۲۳ ژوئن ۲۰۰۹، کازارس گفت که دیگر هرگز نمی‌تواند با ریموند و وولبرز رابطهٔ کاری داشته باشد، و گفت که آنها بیش از حد پول محور هستند و از موسیقی ضبط شده آنها در کهن الگو به دلیل شبیه بودن بیش از حد به خروجی قبلی گروه انتقاد کرد. با وجود مشکلات مداوم بین دو طرف، فیر فکتوری جدید با روند ضبط پیش رفت. در اواخر ژوئیه ۲۰۰۹، یک ویدیوی کوتاه با تلفن همراه نشان داد که کازارس در حال ضبط آهنگ‌های درام با همکار قدیمی ریس فولبر بود. در ۶ نوامبر ۲۰۰۹، وبگاه اینترنتی بلبرموث گفت که آلبوم جدیدی به نام مکانیزه کردن در ۹ فوریه ۲۰۱۰ در کندل‌لایت رکوردز منتشر خواهد شد. در ۸ نوامبر ۲۰۰۹، فیر فکتوری آهنگی با عنوان «پاورشیفتر» در یوتیوب منتشر کرد. در ۱۰ نوامبر ۲۰۰۹، بل لیست آهنگ مکانیزه کردن را به همراه توضیحی برای هر آهنگ اعلام کرد.
در ژانویه ۲۰۱۰، فیر فکتوری در تور استرالیا و نیوزلند در تور روز بزرگ اجرا کرد و اولین قرارهای استرالیایی خود را از سال ۲۰۰۵ در ۱۷ ژانویه در پارکلندز در گلد کوست کوئینزلند اجرا کرد. فیر فکتوری مکانیزه کردن را در ۵ فوریه ۲۰۱۰ منتشر کرد و در اواخر مارس تور ایالات متحده را با عنوان «Fear Campaign Tour 2010» آغاز کرد. در اوت ۲۰۱۰، گروه در جشنوارهٔ فضای باز Brutal Assault در جمهوری چک تیتر یک شد. در سپتامبر ۲۰۱۰، فیر فکتوری تور استرالیا، نیوزلند و توکیو را به عنوان افتتاحیهٔ گروه متالیکا برگزار کرد. کنسرت‌های نیوزیلند در کرایست چرچ برگزار شد، دو نمایشی که با طوماری که به متالیکا فرستاده شد و از آنها خواسته شد از دومین شهر بزرگ نیوزلند دیدن کنند، برگزار شد. پس از زمین‌لرزه ۲۰۱۰ کانتربری، کنسرت‌های جزیرهٔ جنوبی در هاله‌ای از ابهام قرار گرفت، اما در ۱۵ سپتامبر ۲۰۱۰، یک مقام رسمی اعلام کرد که ورزشگاه ریکو آرنا از آسیب فرار کرده است و هر دو برنامه اجرا شدند.

### آلبوم صنعتگر (۲۰۱۳–۲۰۱۱)
بل در مصاحبه‌ای در جریان سفر دریایی ۷۰۰۰۰ تن متال، گفت که فیر فکتوری در حال برنامه‌ریزی برای نوشتن و ضبط یک آلبوم «مفهوم کامل» است که قرار بود در سال ۲۰۱۲ منتشر شود. او گفت: «ما کمی استراحت می‌کنیم، اما قطعاً در یک مقطع زمانی وارد استودیو می‌شویم و شروع به نوشتن می‌کنیم. ما می‌خواهیم وقت خود را صرف انجام آن کنیم. شخصاً … مکانیزه کردن، اشتباه نکنید، ضبط خوبی است - من به آن افتخار می‌کنم - اما باید بهتر از این باشد. من برنامه‌هایی دارم که می‌خواهم دوباره یک مفهوم کامل را انجام دهم - داستان، اثر هنری. فقط آن را مغزی واقعی کنید. اما قطعاً یک ضبط دیگر از فیر فکتوری وجود خواهد داشت، شاید در سال ۲۰۱۲.» در ۳ اوت ۲۰۱۱، دینو کازارس در فید توییتر خود گفت که در حال کار و نمایش مطالب جدید برای آلبوم بعدی فیر فکتوری است. در ۲۵ ژانویه ۲۰۱۲، گروه اعلام کرد که آلبوم جدیدی با عنوان صنعتگر نامگذاری خواهد شد. این آلبوم دوباره توسط گروه با ریس فولبر تولید شد و توسط گرگ ریلی میکس شد.
بایرون استرود در اوایل سال ۲۰۱۲ گروه را ترک کرد و گفت: «زندگی برای گذراندن آن با افرادی که به شما احترام نمی‌گذارند بسیار کوتاه است». در یکی از مصاحبه‌ها، کازارس گفت که نمی‌داند چرا استرود تصمیم به ترک آن گرفت و نمی‌توانست قطعات بیس را در مکانیزه کردن بنوازد، و این باعث شد کازارس خودش این کار را انجام دهد.
در فوریه ۲۰۱۲، مت دیوریس، نوازندهٔ سابق گیتار Chimaira جایگزین استرود شد. در ۱۹ آوریل ۲۰۱۲، مایک هلر از گروه‌های Malignancy و System Divide به عنوان درامر جدید گروه معرفی شد و جایگزین جین هوگلن شد. در مصاحبه‌ای در سال ۲۰۱۳، هوگلن ادعا کرد که او فقط از طریق وبگاه بلبرموث متوجه شده است که دیگر به او نیازی ندارند، و از روند رویدادها ابراز ناامیدی کرد. در همان زمان، کازارس در صفحه فیس بوک خود تأیید کرد که جان سانکی از گروه Devolved، درام‌ها را در صنعتگر برنامه‌ریزی کرده است. برتون صنعتگر را به عنوان یک آلبوم مفهومی دیگر «از نظر صوتی، مفهومی و شعر» توصیف کرد. کازارس همچنین گفت که او و برتون دو نفری بودند که بر نتیجه آلبوم کنترل داشتند و ترانه‌سرایی آلبوم از نظر صدای پلتفرم فیر فکتوری بسیار «قطعی‌تر» بود. در ۴ ژوئن ۲۰۱۲، صنعتگر برای پخش از طریق شرکت اینترنتی ای‌اوال در دسترس بود. این آلبوم از طریق کندل‌لایت رکوردز در ۵ ژوئن ۲۰۱۲ منتشر شد.
در ۲ مه ۲۰۱۳، کازارس در مورد وضعیت آلبوم‌های فیر فکتوری کهن الگو و تخلف که بدون مشارکت او ضبط شده‌اند و تصمیم گروه برای پخش نشدن آهنگ‌های آنها به صورت زنده اظهار نظر کرد و گفت: به عنوان آلبوم‌های فیر فکتوری «آنها به‌حساب نمی‌آیند». برخلاف این، فیر فکتوری آهنگ «کهن الگو» را در تور استرالیای سال ۲۰۱۳ خود در اوایل ژوئیه با تغییرات جزئی در متن آهنگ پخش کرد؛ تا سال ۲۰۲۳، گروه همچنان به پخش آهنگ‌های آلبوم ادامه می‌دهد، کازارس می‌گوید: «طرفداران آن را می‌خواهند، و من به نواختن آن عادت کردم، بنابراین همه چیز خوب است».

### آلبوم جنکسس (۲۰۱۵–۲۰۱۳)

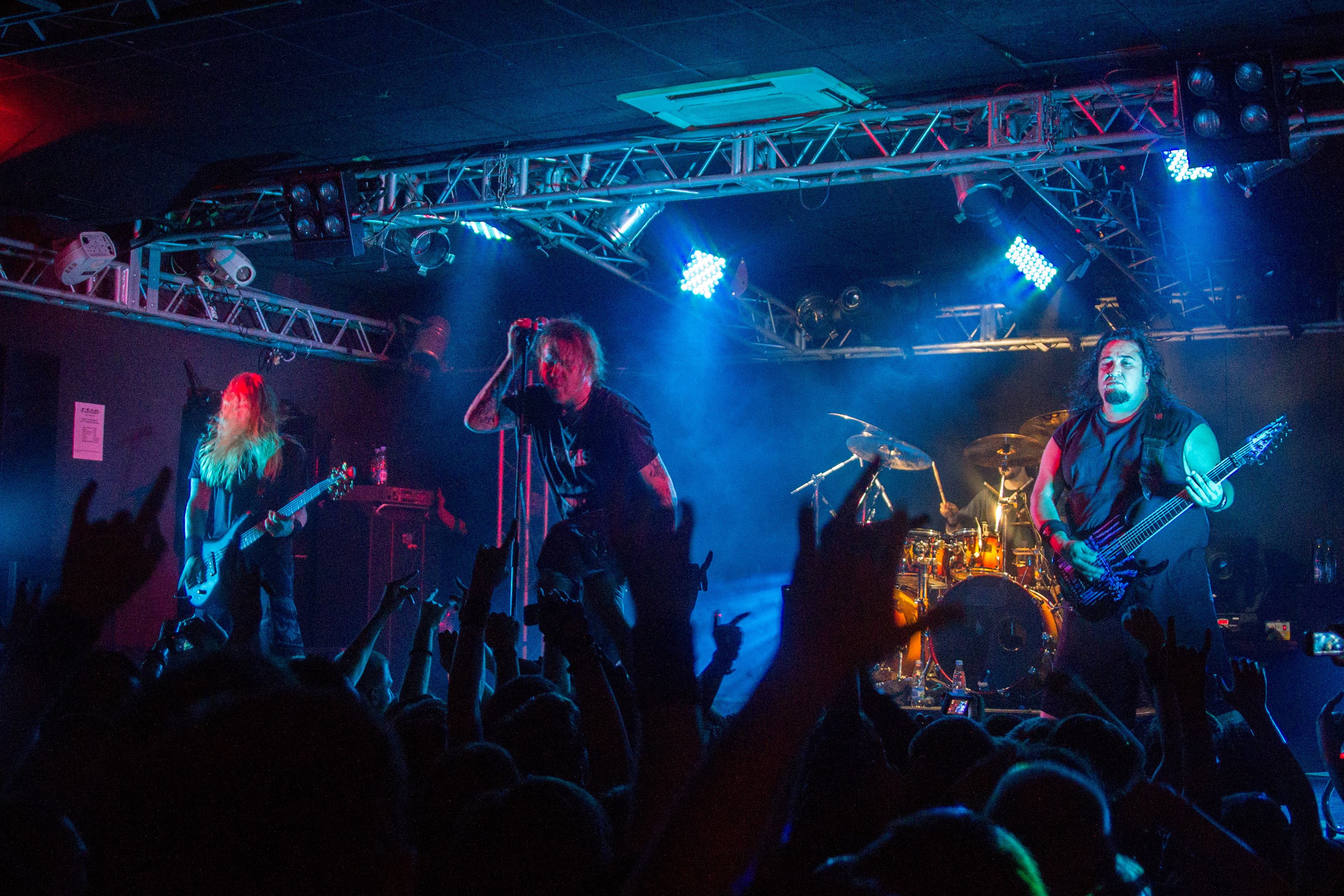
فیر فکتوری در سن پترزبورگ، روسیه، ۲۰۱۳

در ۱ مه ۲۰۱۳، دینو کازارس به وبگاه Songfacts.com گفت که فیر فکتوری کار بر روی نهمین آلبوم استودیویی خود را پس از پایان تور صنعتگر آغاز خواهد کرد. انتظار می‌رفت این آلبوم در اوایل سال ۲۰۱۴ منتشر شود. در ۱۳ مه ۲۰۱۳، برتون سی بل به وبگاه Metal-Rules.com گفت: «فیر فکتوری به تورهای آمریکای شمالی و اروپا در سال ۲۰۱۳ ادامه خواهد داد. ما چند تور دیگر در برخی جشنواره‌های تابستانی سال آینده برنامه‌ریزی کرده‌ایم. در این مدت برنامهٔ ما برنامه‌ریزی شده است. شروع به نوشتن یک ضبط جدید است و ما دوست داریم تا بهار ۲۰۱۴ یک ضبط جدید داشته باشیم." در ۱۹ مارس ۲۰۱۴، بل به Brave Words & Bloody Knuckles گفت که مایل است آلبوم جدید تا اوت منتشر شود و پس از آن یک تور در سپتامبر برگزار شود. در ۱۲ سپتامبر ۲۰۱۴، گروه اعلام کرد که با شرکت ضبط نوکلیر بلست قرارداد بسته است و در اکتبر وارد استودیو می‌شود. گروه همچنین تأیید کرد که این آلبوم توسط اندی اسنیپ میکس خواهد شد و ریس فولبر دوباره آن را تولید خواهد کرد.
گروه اولین نمایش خود را در هند در نوامبر ۲۰۱۴ به عنوان بخشی از تور Weekender اجرا کرد و در فوریه/مارس ۲۰۱۵ در جشنواره Soundwave در استرالیا و نیوزیلند شرکت کرد.
در ۱ مه ۲۰۱۵، اعلام شد که تونی کامپوس، نوازندهٔ سابق گروه‌های استاتیک ایکس و سول‌فلای به گروه پیوست. در اواخر همان ماه، فیر فکتوری اعلام کرد که نهمین آلبوم استودیویی خود را با نام جنکسس در ۷ اوت ۲۰۱۵ منتشر خواهند کرد.
آنها در ژوئیه ۲۰۱۵ در جشنواره‌های اروپایی تور اجرا کردند و سپس به آمریکای شمالی، به عنوان افتتاحیه برای گروه کول چمبر رفتند. از اواخر اوت تا اواسط سپتامبر ۲۰۱۵، گروه با حمایت Once Human (با اجرای لوگان میدر)، گروه ملودیک متال لس آنجلسی Before the Mourning و گروه راک شیکاگو، The Bloodline، در غرب میانه، جنوب و جنوب غربی ایالات متحده تور برگزار کرد. آنها همچنین اعلام کردند که کل آلبوم دمانوفاکچر را بین نوامبر و دسامبر ۲۰۱۵ در اروپا اجرا خواهند کرد، توری که دوباره شامل Once Human با اضافه شدن گروه ایرلندی Dead Label به عنوان بازکننده بود.

### وقفه و دعاوی حقوقی (۲۰۱۹–۲۰۱۶)
در نوامبر ۲۰۱۶ در مصاحبه‌ای با مجلهٔ لودوایر، نوازندهٔ گیتار دینو کازارس فاش کرد که فیر فکتوری قصد داشت دهمین آلبوم استودیویی خود را در اواسط تا اواخر سال ۲۰۱۷ منتشر کند. او اظهار داشت: «در حال حاضر ما در خانه خواهیم بود و یک ضبط جدید را انجام می‌دهیم. ما در حال نوشتن و انجام یک ضبط جدید هستیم، اما احتمالاً تا اواخر تابستان سال آینده یا شاید حتی اکتبر هم منتشر نخواهد شد. من دقیقاً مطمئن نیستم.»
در دسامبر ۲۰۱۶ در مصاحبه‌ای با The Ex-Man، علیرغم یک «نبرد حقوقی بزرگ» با بل و کازارس، نوازندهٔ سابق بیس کریستین اولد وولبرز اظهار داشت که «تلاش برای دستیابی به این اتفاق و تلاش برای به وقوع پیوستن مجدد.» او افزود: «برای این گروه هیچ چیز بهتر از این نیست که اختلافاتمان را با هم آشتی دهد، یک رکورد قاتل لعنتی بنویسد، که می‌دانم می‌توانیم، و لعنتی، تورهای واقعاً بزرگی را برگزار می‌کنیم. اشتیاق من به نواختن و آنچه داریم. سرمایه‌گذاری روی این گروه بسیار بزرگ است، و می‌دانم که برای دینو نیز بسیار بزرگ است، زیرا او در همان روز آن را با ریموند شروع کرد.» سوخت بیشتر به احتمال اتحاد مجدد با ترکیب «کلاسیک» بل، کازارس، هررا و اولد وولبرز در اواخر همان ماه اضافه شد، زمانی که اولد وولبرز تصویری را در حساب اینستاگرام خود منتشر کرد که نشان می‌داد وب‌سایت رسمی فیر فکتوری این بود: «در حال ساخت.»
در ۷ مه ۲۰۱۷، وولبرز یک عکس خالی در اینستاگرام خود (که بعداً حذف شد) منتشر کرد و ادعا کرد که فیر فکتوری از هم پاشیده است. بعداً در همان روز، از کازارس از طریق توییتر پرسیده شد که آیا آنها هنوز با هم هستند یا خیر، و پاسخ او این بود: «مطمئن نیستم چرا این را می‌پرسید و از طرف چه کسی ناراضی هستید؟»
برتون سی بل در مصاحبه ای با کیلپاپ در مه ۲۰۱۷ گفت که آهنگ‌های جدید «حتی قوی‌تر از جنکسس هستند، زیرا به نظر تنگ‌تر می‌رسد. بل در مصاحبه‌ای با خوزه مانگین از سیریوس اکس‌ام در مراسم افتتاحیهٔ Headbangers Con نوامبر ۲۰۱۸ در پورتلند، اورگان، مونولیت را به عنوان دهمین آلبوم استودیویی فیر فکتوری و آثار هنری آزمایشی آن را از طریق تلفن هوشمند خود فاش کرد. در اکتبر ۲۰۱۹، این موضوع توسط نوازندهٔ گیتار دینو کازارس رد شد و از طریق حساب توییتر خود اعلام کرد که آلبوم جدیدی از فیر فکتوری وجود ندارد. اندکی پس از آن، کازارس نسبت به آینده گروه ابراز تردید کرد و نشان داد که شکایتی که توسط اعضای سابق ریموند هررا و کریستین اولد وولبرز تنظیم شده بود، او و بل را از استفاده از نام فیر فکتوری منع کرده بود.

### جدا شدن با برتون سی. بل و آلبوم تداوم پرخاشگری (۲۰۲۲–۲۰۲۰)
در ۲ سپتامبر ۲۰۲۰، دینو کازارس اعلام کرد که موسیقی جدید فیر فکتوری را در سال ۲۰۲۱ منتشر خواهد کرد. کمتر از یک ماه بعد، برتون سی بل اعلام کرد که از فیر فکتوری با استناد به «مجموعه‌ای از اظهارات ناصادقانه و اتهامات بی اساس از اعضای گروه گذشته و حال» خارج شد و هیچ عضو اصلی در گروه باقی نگذاشت. با این حال، مشارکت بل در آلبوم آینده آنها همچنان باقی ماند، زیرا او آواز خود را در سال ۲۰۱۷ ضبط کرد. او ادعا کرد که رابطه‌اش با کازارس زمانی که در جریان ضبط آلبوم جنکسس با یکدیگر درگیری فیزیکی پیدا کردند، شروع به تیره شدن کرد، «زیرا [کازارس] چیزی گفت که نباید می‌گفت».
در مصاحبه‌ای با راب فلین در ۲۸ سپتامبر ۲۰۲۰، که چند ساعت پس از اعلام خروج بل از فیر فکتوری انجام شد، کازارس ادعا کرد که او از این جدایی آگاه نبوده است تا اینکه «از طریق رسانه‌های اجتماعی [درباره آن] متوجه شد.» او همچنین ادعا کرد که یکی از دلایل جدایی بل نه تنها به دلیل شکایتی است که مانع از انتشار آلبوم جدید گروه شد، بلکه به این دلیل بود که بخش دومی از فیر فکتوری «مالکیت علامت تجاری» برای گروه دوم بود که باعث شد کازارس به عنوان تنها باقی بماند. صاحب نام گروه کازارس تکرار کرد که آواز بل در آلبوم جدید که توسط اندی اسنیپ برای انتشار در مارس ۲۰۲۱ میکس شده بود ظاهر خواهد شد و امیدوار است که این زوج برای حمایت از آن به همکاری خود ادامه دهند.
در ۱ آوریل ۲۰۲۱، فیر فکتوری اعلام کرد که اولین آهنگ جدید آنها در بیش از پنج سال گذشته در ۱۶ آوریل منتشر خواهد شد. به زودی تیزر ریف کوتاهی از آهنگ کازارس منتشر شد. تک آهنگ جدید «اخلالگر» در ۱۶ آوریل منتشر شد و به دنبال آن دهمین آلبوم استودیویی تداوم پرخاشگری انتشار یافت که در ۱۸ ژوئن منتشر شد.

### ورود میلو سیلوسترو و آلبوم بعدی (۲۰۲۳–اکنون)
در حین تصمیم‌گیری در مورد خوانندهٔ جدید از طریق استماع، کازارس گفت که جنسیت نقشی ندارد و ابراز علاقهٔ آشکار به استخدام یک زن می‌کند؛ ولی گفت تا مدتی اعلام نمی‌کنم. از بین تمام استعدادهای بالقوه، او جایگزینی را انتخاب کرد که هنوز فاش نشده بود، با عضوی که مرد بود و در صحنهٔ متال «نوعی شناخته شده» بود. وی همچنین گفت که عضو جدید از طریق آهنگ‌های جدید معرفی خواهد شد. وولبرز از ادامه کار کازارس با گروه حمایت کرد. در ۲۱ فوریه ۲۰۲۳، گروه سرانجام اعلام کرد که پس از تست بیش از ۳۰۰ نفر، میلو سیلوسترو خوانندهٔ ایتالیایی، خوانندهٔ جدید آنها خواهد بود. در خلال لغو اولین تاریخ تور آمریکای شمالی ۲۰۲۳، در یک پست استوری اینستاگرام مشخص شد که پیت وبر از گروه Havok به عنوان درامر، گروه را کامل می‌کند.
در مه ۲۰۲۳، وبر به عنوان نوازندهٔ سازهای کوبه‌ای مجموعهٔ جدید برای گروه تأیید شد. در ژوئن ۲۰۲۳، نسخهٔ اصلاح شده آلبوم فیر فکتوری در سال ۲۰۱۲، صنعتگر با عنوان جدید «مجدد صنعتی شده» منتشر شد. این نسخه شامل آهنگ‌های درام باز ضبط‌شده توسط درامر قبلی گروه، مایک هلر، و همچنین ریمیکس‌هایی از دو آهنگ از آلبوم بود: «بارگیری مجدد» و «موتور تفاوت». کازارس همچنین تمام آهنگ‌های گیتار خود را با لحن متفاوت و تغییراتی در بخش‌های خاص موسیقی در هر قطعه دوباره ضبط کرد. سه آهنگ کاور نیز به این نسخه جدید اضافه شد: «دفن زباله»، «اشباع شدن» و «گذراندن رنگ چهره».

## سبک موسیقی، تأثیرات، و میراث
فیر فکتوری تحت چندین ژانر متال طبقه‌بندی شده است، اغلب به عنوان اینداستریال متال و گروو متال، و همچنین به عنوان نیو متال، آلترناتیو متال، ترش متال، و دث متال. گروه با اولین آلبوم خود یعنی روح یک ماشین جدید به عنوان یک گروه دث متال شروع به کار کرد، اما پس از آن آلبوم به سرعت به سمت اینداستریال متال رفت. تأثیرات بر فیر فکتوری عبارتند از گروه‌های اسلیر، اکسدس، نیپالم دث، مینستری، ناین اینچ نیلز و گادفلش.
دینو کازارس از نظر تأثیرگذاری بر کار گروه، به علایق اعضای گروه به جهان‌های جایگزین فانتزی و علمی تخیلی مانند اسطوره‌های نابودگر و همچنین اسطوره‌های تلماسه اشاره کرده است. به عنوان یک نمونهٔ خاص، اولین آلبوم آنها، روح یک ماشین جدید، نام خود را مستقیماً از خطی در نقد منتقدان فیلم از فیلم نابودگر ۲: روز داوری (در مورد شخصیت شرور تی-۱۰۰۰) انتخاب کرد. کازارس همچنین به تأثیرات مکرر روی فیر فکتوری اشاره کرده است که از موسیقی عامه‌پسند رایج، خارج از ژانرهای هارد راک و هوی متال، به عنوان مثال به دنبال صداهای پل مک‌کارتنی خواننده و ترانه‌سرا در هر دو گروه بیتلز و وینگز است. در طول سال‌ها، فیلم بلید رانر به موضوعی تکراری تبدیل شده است، زیرا گروه اغلب به طرح داستان اشاره می‌کند و همچنین مستقیماً به نقل‌قول و نمونه‌هایی از خطوط فیلم می‌پردازد.
رویکرد نوآورانهٔ فیر فکتوری به سمت و ترکیبی از ژانرهای اینداستریال متال، دث متال و آلترناتیو متال تأثیر ماندگاری بر دیگر هنرمندانی که بعداً وارد خواهند شد، داشته است، گروه از زمان انتشار اولین آلبوم خود در سال ۱۹۹۲، مهری بر موسیقی متال گذاشت. فیر فکتوری در میان معاصران به دلیل تمرکز غزلی خود بر داستان‌های علمی تخیلی قابل توجه است، به طوری که بیشتر موسیقی گروه یک داستان واحد شامل چندین آلبوم مفهومی است. این گروه به عنوان «سنگ پله» نامیده می‌شود، شنوندگان جریان اصلی را برای ورود به گروه‌های کمتر شناخته شده و افراطی‌تر هدایت می‌کند و به‌طور مداوم مورد قدردانی قرار می‌گیرند. علیرغم استفاده زیاد از صداهای محیطی و سمپلینگ، گروه هرگز یک نوازندهٔ کیبورد رسمی در ترکیب خود نداشته است. آنها در عوض اعضای جلسه/تور را استخدام می‌کنند.
در نت‌های لاینر نسخهٔ بازنشر شدهٔ روح یک ماشین جدید، راب فلین، خوانندهٔ مشین هد، مارک هانتر خوانندهٔ کایمیرا، و مایک سرکیسیان، نوازندهٔ گیتار اسپاین‌شنک، از فیر فکتوری به‌عنوان تأثیرگذار یاد کردند. راب فلین گفت که سبک آوازی او تحت تأثیر آواز برتون سی بل قرار گرفته است و مشین هد به اشتباه برای سبک آوازی شناخته شده است. مارک هانتر گفت که نوازندگی درام کایمیرا به شدت تحت تأثیر ریموند هررا بوده است. گروه‌های اسلپ‌نات، کیل‌سوئیچ انگیج، از آی لی دایینگ، استاتیک ایکس و کول چمبر نیز در یادداشت‌های خط خود به فیر فکتوری اشاره کرده‌اند.
گروه‌های مدرن از جمله نیمک، Scarve و Stiff Valentine و Threat Signal تأثیرات قابل توجهی از تکنیک فیر فکتوری دارند و همچنین قدردانی قابل توجهی را به گروه نسبت داده‌اند. پیتر تگترین از هیپوکریسی گفت: «فیر فکتوری به قلب ما نزدیک است» و «روح یک ماشین جدید تأثیری بر من برای شروع پروژهٔ دیگرم، Pain بود». دوین تاونسند از گروه استرپینگ یانگ لد گفت که تأثیرات اصلی او برای آلبوم گروه، سنگین به عنوان یک چیز واقعاً سنگین، فیر فکتوری و نیپالم دث بودند. بیل وارد، درامر بلک سبث در مصاحبه‌ای در That Metal Show گفت که فیر فکتوری یکی از گروه‌هایی است که آرزو می‌کند بتواند با آن اجرا کند و مکانیزه کردن را به عنوان یکی از آلبوم‌های مورد علاقه خود انتخاب کرد.

## اعضای گروه

### اعضای فعلی
- دینو کازارس – گیتار، بک خواننده، بیس استودیو (۲۰۰۲–۱۹۸۹، ۲۰۰۹–اکنون)
- تونی کامپوس – بیس، بک خواننده (۲۰۱۵–اکنون)
- میلو سیلوسترو – خوانندهٔ اصلی (۲۰۲۳–اکنون)
- پیت وبر – درام (۲۰۲۳–اکنون)

### اعضای پیشین
- برتون سی بل – خوانندهٔ اصلی (۲۰۰۲–۱۹۸۹، ۲۰۰۶–۲۰۰۳، ۲۰۲۰–۲۰۰۹)؛ کیبورد (۱۹۹۵)
- ریموند هررا – درامز (۲۰۰۲–۱۹۸۹، ۲۰۰۶–۲۰۰۳)
- دیوید گیبنی – بیس (۱۹۹۱–۱۹۸۹)
- اندی رومرو – بیس (۱۹۹۲–۱۹۹۱)
- اندرو شیوز – بیس (۱۹۹۴–۱۹۹۲)
- کریستین اولد وولبرز – بیس (۲۰۰۲–۱۹۹۴، استودیو ۲۰۰۶–۲۰۰۳)؛ گیتار (۲۰۰۶–۲۰۰۳)؛ بک آواز (۲۰۰۶–۱۹۹۴)
- بایرون استرود – بیس (۲۰۰۶–۲۰۰۳، ۲۰۱۲–۲۰۰۹)
- جین هوگلن – درامز (۲۰۱۲–۲۰۰۹)
- مت دیوریز – بیس، بک خواننده (۲۰۱۵–۲۰۱۲)
- مایک هلر – درام (۲۰۲۳–۲۰۱۲)

### نوازندگان تور
- خاویر آریاگا – بیس (۲۰۲۴، ۲۰۲۳)
- الکساندرو هرناندز – بیس (۲۰۲۳)
- ریکی بونازا – بیس (۲۰۲۴–اکنون)

### نوازندگان جلسه
- ریس فولبر – کیبورد، نمونه‌بردار (۲۰۰۲–۱۹۹۳، ۲۰۰۴–۲۰۰۳، ۲۰۰۹–اکنون)
- رینور دیگو – کیبورد، نمونه‌بردار (۱۹۹۵–۱۹۹۲)
- استیو توشار – کیبورد، سینث سایزر، نمونه‌بردار (۱۹۹۷–۱۹۹۵، ۲۰۰۵–۲۰۰۳)
- جان مورگان – کیبورد، نمونه‌بردار (۱۹۹۷)
- جان بچدل - کیبورد، سینث سایزر، نمونه‌بردار (۲۰۰۲–۱۹۹۸، ۲۰۰۴–۲۰۰۲)

## ترانه‌شناسی
- روح یک ماشین جدید (۱۹۹۲) Soul of a New Machine
- دمانوفاکچر (۱۹۹۵) Demanufacture
- منسوخ شده (۱۹۹۸) Obsolete
- دیجی‌مورتال (۲۰۰۱) Digimortal
- کهن‌الگو (۲۰۰۴) Archetype
- تخلف (۲۰۰۵) Transgression
- مکانیزه کردن (۲۰۱۰) Mechanize
- صنعتگر (۲۰۱۲) The Industrialist
- جنکسس (۲۰۱۵) Genexus
- تداوم پرخاشگری (۲۰۲۱) Aggression Continuum